# Журавлинка (Житомирский район)
Журавлинка (укр. Журавлинка) — село на Украине, находится в Житомирском районе Житомирской области.
Код КОАТУУ — 1825087602. Население по переписи 2001 года составляет 41 человек. Почтовый индекс — 12253. Телефонный код — 4132. Занимает площадь 0,186 км².

## Местная власть
12200, Житомирская область, Житомирский р-н, г. Радомышль, ул. Малая Житомирская, 12